# Jerry Fleishman
Jerome Martin Fleishman, detto Jerry (Brooklyn, 14 febbraio 1922 – Boca Raton, 20 luglio 2007), è stato un cestista statunitense, professionista nella ABL, nella BAA e nella NBA.

## Palmarès
- 2 volte campione ABL (1945, 1951)
- Campione BAA (1947)